# SOS Polluards
SOS Polluards ou Touftoufs et polluards au Québec (The Smoggies (Canada), Stop the Smoggies (États-Unis)) est une série télévisée d'animation franco-canadienne en 52 épisodes de 25 minutes, créée par Colin Thibert et Gerald Potterton (en) par les sociétés de production CINAR, Initial Groupe et Antenne 2. Elle a été diffusée au Québec à partir du 9 septembre 1989 à la Télévision de Radio-Canada dans Samedi Jeunes, et en France sur Canal+ dans l'émission Cabou Cadin puis à partir de septembre 1990 sur Antenne 2 dans le cadre de l'émission Éric et toi et moi.

## Synopsis
Cette série sur la protection de l'environnement met en scène les Touftoufs vivant en parfaite harmonie sur leur île du Pacifique et qui combattent les Polluards venus menacer leur corail.

## Voix françaises
- Marie Martine : la princesse Lila
- Jackie Berger : Sprintos (Voix 1)
- Odile Schmitt : Tartine, Sprintos (Voix 2), Sport
- Isabelle Ganz : Miss Docteur, Lafrousse, Chip
- Jean-Loup Horwitz : Cool, Lafleur
- Teddy Bilis: l'Oncle Boom
- Perrette Pradier : Emma
- Roger Lumont : Polluto
- Dominique Paturel : Clarence

## Épisodes
1. Chef de bande (Leader of the Pack)
2. Qui s'y frotte s'y pique (Don't Bug the Bugs)
3. Histoire qui décoiffe (Hair-Raising Tale)
4. Pour quelques centimètres de plus (Size Isn't Everything)
5. Double langage (Double Talk)
6. Coup de corail (Coral Cup)
7. Il ne faut jamais vendre la peau de l'ours (A Smoggies' Birthday)
8. Kiwi ou non (A Long Way from Home)
9. Adieu vieille locovap (Goodbye Engine Number Nine)
10. Gros succès (The Big Heat)
11. Gros pouce vert d'Emma (Emma's Green Thumb)
12. Sorcière est une sorcière (Which Is Witch)
13. Telle assiette telle binette (You Are What You Eat)
14. Il pleut, il pleut, il repleutpleut (No Small Problem)
15. Un dégénère régénère (The Not-So-Freshman)
16. Polluto, le touftouf (Dr Jekyll and Mister Polluto)
17. Ski story (Snow Show)
18. Mauvaises notes (The Sounds of Music?)
19. Farandole en violet (The Purple Tide)
20. Chagrin de poussières (Dust to Dust)
21. Mures pour les maraudeurs (Ripe for the Picking)
22. 20 000 fuites d'eau sous les mers (Under the Rainbow)
23. Ne taquinez jamais les tortues (Turtle Trauma)
24. Alarme à l'œil (Never Cry Wolf)
25. Tétu comme une bulle (Bubble Mania)
26. Président Boom (President Boom)
27. Le Sel de l'histoire (Salt Story)
28. Mieli Mielo (Bee's Business)
29. Lorsque les pelican (Tot Trap)
30. Aux pierres de lune (Wide Blou Yonder)
31. Dans les plumes (Off to the Races)
32. Les Parapluies de corailville (Maglo Muddle)
33. Détachez vos ceintures (A Trip to the Rain Forest)
34. Des perles aux pourceaux (Cool It)
35. Ça c'est du spore (A Feather in Her Cap)
36. Pur jus (Black Day in Suntot Town)
37. Le Mal de l'air (Seaweed Frenzy)
38. La Mousse tache (Anniversary Schmaltz)
39. Rayon irréfléchis (Mushroom Menace)
40. Pierre a fusil (Heat Wave)
41. Oh cacao (Air Scare)
42. Le ridicule tue (Dirty Soap)
43. Le Cauchemar de polluto (Pluto's Nightmare)
44. La Vague a larmes (Burled But Not Gone)
45. Le Château d'eau (Target Practice)
46. Pétrole brute (Cycles)
47. Silence et dors (Bouncy Briny)
48. Des fuites, mais avec quelques pépins (Wave Goodbye)
49. Titre français inconnu
50. Titre français inconnu (Timber)
51. Titre français inconnu (Oil or Nothing)
52. Titre français inconnu (Deep Sleep)